# Trigonopterus cahyoi

Trigonopterus cahyoi (лат.) — вид жуков-долгоносиков рода Trigonopterus из подсемейства Cryptorhynchinae (Curculionidae). Встречаются на острове Ява (Индонезия, провинция Западная Ява, Mt. Cakrabuana, Mt. Sawal: 990–1593 м).

## Описание
Мелкие нелетающие жуки-долгоносики, длина от 2,05 до 3,19 мм; в основном чёрного цвета с бронзовым отливом. Тело вытянутой формы. Рострум апикально с отчётливым срединным зубцом. От близкого вида Trigonopterus silvestris отличается деталями строения гениталий самца и формой рострума. Крылья отсутствуют. Рострум укороченный, в состоянии покоя не достигает середины средних тазиков. Надкрылья с 9 бороздками. Коготки лапок мелкие. В более ранних работах упоминался как «Trigonopterus sp. 320».
Вид был впервые описан в 2014 году немецким колеоптерологом Александром Риделем (Alexander Riedel; Museum of Natural History Karlsruhe, Карлсруэ, Германия), совместно с энтомологами Рене Тэнзлером (Rene Tänzler; Zoological State Collection, Мюнхен), Майклом Бальке (Michael Balke; GeoBioCenter, Ludwig-Maximilians-University, Мюнхен, Германия), Кахийо Рахмади (Cahyo Rahmadi; Indonesian Institute of Sciences, Research Center for Biology, Cibinong, Западная Ява, Индонезия), Яйюк Сухарджоно (Yayuk R. Suhardjono; Zoological Museum, Cibinong Science Center - LIPI, Jl. Raya Jakarta-Bogor, Индонезия), осуществившими ревизию фауны жуков рода Trigonopterus на острове Ява. Название виду дано в честь арахнолога Кахийо Рахмади (Cahyo Rahmadi), нашедшего первый экземпляр нового вида.